# Фредерік Геджес
Фредерік Геджес (англ. Frederick Hedges, 4 жовтня 1903 — 10 грудня 1989) — канадський академічний веслувальник.
Бронзовий призер Олімпійських Ігор 1928 року в складі вісімки.